# Хюненбергер, Фридрих
Фридрих Хюненбергер (нем. Friedrich Hünenberger, 14 марта 1897 — 30 августа 1976) — швейцарский тяжелоатлет, призёр Олимпийских игр.
В 1918—1919 годах установил два мировых рекорда. В 1929 году принял участие в Олимпийских играх в Антверпене, где завоевал серебряную медаль. В 1924 году стал серебряным призёром Олимпийских игр в Париже.